# Clytocerus palliolatus
Clytocerus palliolatus är en tvåvingeart som beskrevs av Duckhouse 1975. Clytocerus palliolatus ingår i släktet Clytocerus och familjen fjärilsmyggor. Inga underarter finns listade i Catalogue of Life.